# Surique Zareavânio
Surique (em armênio: Սուրիկ; romaniz.: Surik) foi um nobre armênio (nacarar) do século IV, provavelmente membro da família Zareavânio, ativo no reinado de Ársaces II (r. 350–368).

## Nome
Surique (Սուրիկ, Surik) é um nome construído com Surena e o sufixo -ik (-իկ). Hrach Martirosyan afirmou que -ik associa-se ao iraniano *-ika-, que era utilizado para construção de adjetivos e substantivos, bem como formava nomes de países. No armênio, em particular, esse sufixo era comumente empregado para formar diminutivos. Por sua vez, Surena é a forma latina do parta, persa médio e siríaco Surém (Sūrēn), que derivou do iraniano antigo Suraina (*Sūr-aina-; de *sūra-, "forte, heroico"). Essas formas podem ter se originado da junção de *sūra- com a partícula sufixal -ēn. Foi registrado em bactrio como Soreno (Σορηνο), em grego como Surenas (Σουρήνᾱς; Sourénās) e em armênio como Surém (Սուրեն, Surēn). Nos Períodos Arsácida e Sassânida, em geral tratava-se de um sobrenome de uma das grandes famílias de origem parta que governavam o planalto Iraniano.

## Vida

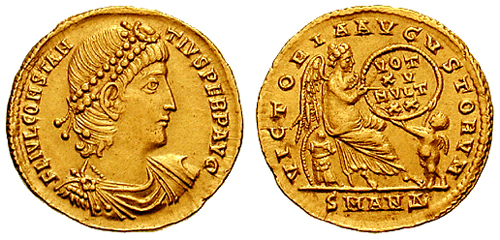
Soldo de r.

Surique nasceu em data incerta ao longo do século IV e era naapetes (chefe) de seu clã. Fausto, o Bizantino alega que ele fazia parte da família "Hrsijor", mas esse nome não é atestado em nenhuma outra fonte. Cyril Toumanoff interpretou como uma corrupção de "vale (jor) de Her", um dos distritos conhecidamente dominados pelos Zareavânio. Por esse motivo, Toumanoff o colocou como parte dessa família.
Em 358, Surique acompanhou o católico Narses I, o Grande (r. 353–373) para Constantinopla na qual foram libertados Genelo e Tirito, primos de Ársaces II (r. 330–339). Na ocasião, presentes foram enviados sob seus cuidados e dos demais nobres que o acompanharam.  Olímpia, futura esposa de Ársaces, também foi conduzida à Armênia.